# گرند سلبریشن
گرند سلبریشن (به انگلیسی: Grand Celebration) یک کشتی است که طول آن ۲۲۳٫۳۷ متر (۷۳۲ فوت ۱۰ اینچ) می‌باشد. این کشتی در سال ۱۹۸۶ ساخته شد.